# Campionati mondiali di bob 1995
I Campionati mondiali di bob 1995, quarantacinquesima edizione della manifestazione organizzata dalla Federazione Internazionale di Bob e Skeleton, si sono disputati a Winterberg, in Germania, per le sole gare maschili, sulla pista omonima. La località tedesca ha quindi ospitato le competizioni iridate per la prima volta nel bob a due uomini e nel bob a quattro.
L'edizione ha visto dominare la Germania che si aggiudicò entrambe le medaglie d'oro in palio e un totale di tre sulle sei disponibili. I titoli sono stati infatti vinti nel bob a due uomini da Christoph Langen e Olaf Hampel e nel bob a quattro da Wolfgang Hoppe, René Hannemann, Ulf Hielscher e Carsten Embach.

## Risultati

### Bob a due uomini

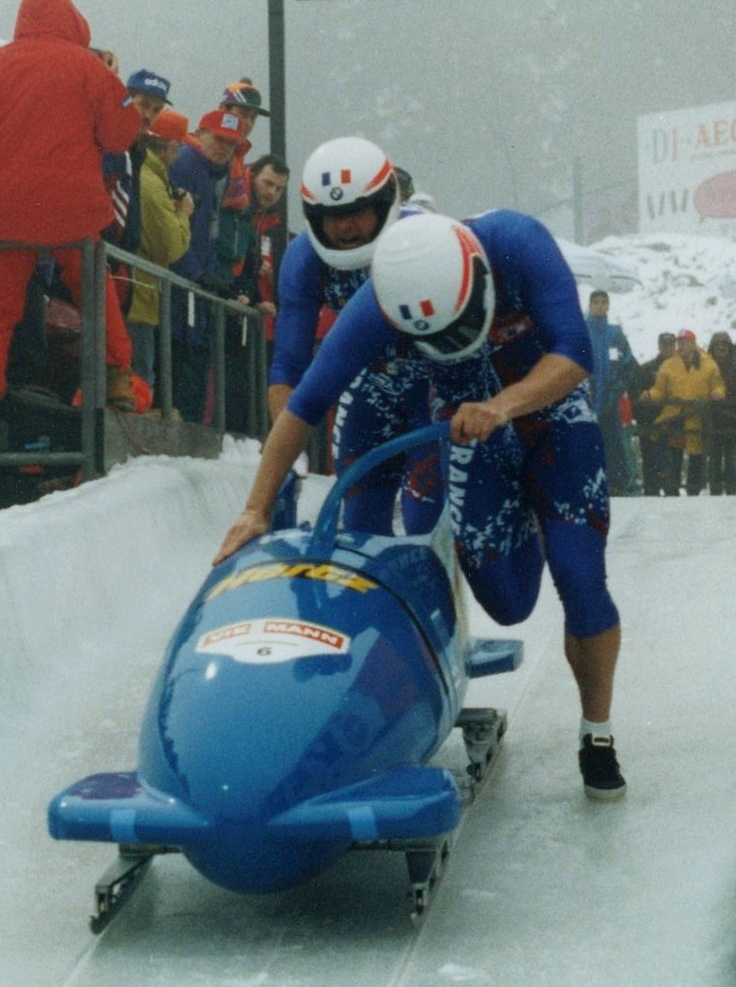
Éric Alard ed Éric Le Chanony alla partenza della gara di bob a due ai campionati mondiali 1995, dove i francesi furono medaglia di bronzo

Campioni in carica erano i tedeschi Christoph Langen e Peer Jöchel, con Langen che riconfermò il titolo per la seconda volta consecutiva dopo il successo ottenuto due anni prima a Igls 1993, stavolta in coppia con Olaf Hampel, alla sua prima medaglia iridata nel bob a due. Al secondo posto si sono piazzati i canadesi Pierre Lueders e Jack Pyc, i quali riportarono la loro nazione sul podio a trent'anni dall'ultima medaglia iridata di specialità, conquistata  a Sankt Moritz nel 1965 da Vic Emery e Michael Young, davanti ai francesi Éric Alard ed Éric Le Chanony che invece regalarono alla nazione transalpina la prima medaglia mondiale in assoluto nel bob a due.
| Pos. | Atleti                       | Nazione  |
| ---- | ---------------------------- | -------- |
|      | Christoph Langen Olaf Hampel | Germania |
|      | Pierre Lueders Jack Pyc      | Canada   |
|      | Éric Alard Éric Le Chanony   | Francia  |

### Bob a quattro
Campione mondiale in carica e argento olimpico a Lillehammer 1994 era il quartetto svizzero composto da Gustav Weder, Donat Acklin, Kurt Meier e Domenico Semeraro, non presenti sul podio in questa edizione, e il titolo è stato quindi conquistato dall'equipaggio tedesco formato da Wolfgang Hoppe, René Hannemann, Ulf Hielscher e Carsten Embach, tutti reduci dal bronzo olimpico di Lillehammer 1994 e con Hoppe al suo secondo alloro iridato di specialità dopo quello ottenuto quattro anni prima ad Altenberg. Al secondo posto si è piazzata la compagine austriaca composta da Hubert Schösser, Gerhard Redl, Thomas Schroll e Martin Schützenauer, con Schösser e Redl a riconfermare l'argento vinto a Igls 1993, davanti all'altra formazione tedesca costituita da Harald Czudaj, Thorsten Voss, Udo Lehmann e Alexander Szelig, di cui i soli Czudaj e Szelig avevano già ottenuto medaglie mondiali e soprattutto erano i campioni olimpici in carica della specialità.
| Pos. | Atleti                                                          | Nazione  |
| ---- | --------------------------------------------------------------- | -------- |
|      | Wolfgang Hoppe René Hannemann Ulf Hielscher Carsten Embach      | Germania |
|      | Hubert Schösser Gerhard Redl Thomas Schroll Martin Schützenauer | Austria  |
|      | Harald Czudaj Thorsten Voss Udo Lehmann Alexander Szelig        | Germania |

## Medagliere
| Posizione | Nazione  | Oro | Argento | Bronzo | Totale |
| --------- | -------- | --- | ------- | ------ | ------ |
| 1         | Germania | 2   | 0       | 1      | 3      |
| 2         | Austria  | 0   | 1       | 0      | 1      |
| 2         | Canada   | 0   | 1       | 0      | 1      |
| 1         | Francia  | 0   | 0       | 1      | 1      |
| Totale    | Totale   | 2   | 2       | 2      | 6      |